# آبشار قلعه‌بین
آبشار قلعه‌بین (به لاتین: Qələbin) یک آبشار در جمهوری آذربایجان است که در ارتفاعات شهرستان لریک و در ناحیه قلعه‌بن واقع شده است. این آبشار از کوه‌های تالش سرچشمه می‌گیرد.

## ریشه واژه
بین یا بن در زبان تالشی به‌معنی زیر یا پایین است و قلعه‌بین یا قلعه‌بن یعنی پایین قلعه.

## ویژگی‌ها
این آبشار ۶۵ تا ۷۰ متر بلندا دارد و در میان کوه‌های تالش قرار گرفته است. این آبشار نزدیک ۱۰۰۰ متر از سطح دریا بالاتر است.